# Porođaj
Porođaj ili porod je završetak trudnoće tj. gestacijskog perioda rađanjem jednog ili više novorođenčeta iz ženinog uterusa.
Rađanje je proces ovisan o brojnim faktorima poput položaja djeteta, njegovoj veličini i sposobnosti prilagođavanja na porodni kanal za vrijeme spuštanja, o snazi i pravilnosti trudova, o otporu zdjelice i mekih tkiva dna zdjelice. Jedan od iznimno važnih faktora koji utječu na porođaj je podrška koju žena ima, odnosno osjećaj sigurnosti i emocionalne potpore. 
U 95 % svih poroda dijete je u stavu glavom prema dolje. Stav djeteta se najčešće određuje opipavanjem (palpacijom) abdomena i definitivno utvrdi na početku poroda vaginalnim pregledom (može se naravno utvrditi i ultrazvukom).
Važno je kako žena rađa, kao i njeno iskustvo porođaja. Fiziološki tijek, ali i cjelokupni doživljaj poroda utječu na dugoročnu dobrobit djeteta te fizičko i psihičko zdravlje majke.

## Fiziološki porod
Rađanje je, kao i disanje, fiziološki proces. No, kao i disanje, porod treba određeno okruženje i zadovoljenje bioloških preduvjeta. Pri porodu se pokreće cijeli niz procesa kojima je cilj porođaj živoga i zdravoga novorođenčeta. 

### Fiziološki porod uključuje[2]:
- spontani početka (bez indukcije) i spontani nastavak (bez dripa i drugih lijekova)
- vaginalni porod djeteta i posteljice
- normalan gubitak krvi nakon poroda
- kontakt koža na kožu koji majka i dijete ostvaruju nakon poroda
- čekanje da pupčana vrpca otpulsira (isprazni se i postane bijela) prije klemanja i rezanja
- prvi podoj, tj zlatni sat ubrzo nakon poroda.

No, fiziološki porod nije "sve ili ništa" - u proces poroda ili nakon njega mogu biti uključene samo neke od ovih praksi. Na primjer, žena može roditi carskim rezom, ali ostvariti kontakt koža na kožu u operacijskoj sali i podojiti dijete unutar prvog sata. 

### Što može ometati fiziološki proces poroda:
- umjetno poticanje trudova (indukcija) ili ubrzavanje i pojačavanje trudova umjetnim hormonima (drip)
- sredstva za ublažavanje bolova ili za smirenje
- nemogućnost konzumacije hrane i napitaka
- neprimjerena okolina (jaka svjetla, hladna prostorija, nedostatak privatnosti, nedostatak podrške osobe u pratnji na porodu, previše zdravstvenih djelatnika)
- gledanje na sat, odnosno nametanje roka u kojem se porod mora dovršiti (na primjer, prije kraja smjene)
- bilo koja situacija u kojoj se žena osjeća ugroženom, nesigurnom ili ako nema podršku
- porod s epiziotomijom (rezanjem međice), vakuumom, Kristellerovim hvatom, carskim rezom
- rano klemanje pupkovine
- odvajanje majke od djeteta nakon poroda.

Važno je napomenuti da u određenim situacijama postoji potreba za medicinskim intervencijama kako bi se zaštitilo zdravlje žene ili djeteta te su one tada sasvim opravdane. Postoji konsenzus medicinske struke da ih je opravdano koristiti samo u svrhu podržavanja optimalnih ishoda, a ne rutinski (recimo, kako bi se porod ubrzao). U slučaju medicinskih intervencija, žena ima pravo znati koje će se intervencije koristiti i zašto, kao i reći ako se s određenim postupcima ne slaže. 
Osiguravanje uvjeta i načina rada optimalnih za fiziološki porod odgovornost je zdravstvenih djelatnica i djelatnika koji ženi pružaju skrb. Pri odabiru mjesta poroda i osobe koja će biti uz ženu za vrijeme poroda, poželjno je upitati ih što će oni činiti kako bi osigurali najbolje uvjete za fiziološki proces poroda. Odgovor na to pitanje ženi može dati uvid u njihov način rada i stavove te pomoć pri odabiru mjesta i osobe koju želi uz sebe.

#### Konsenzus o podržavanju zdravih, fizioloških poroda američkih organizacija primalja (ACNM, MANA i NACPM), 2013.
"Normalan, fiziološki proces poroda pokreću urođeni ljudski kapaciteti trudnice i fetusa. Vjerojatnost da je takav porod siguran veća je zbog toga što normalni procesi nisu ometani nepotrebnim intervencijama. Neke trudnice i/ili fetusi mogu razviti komplikacije zbog kojih je potrebno koristiti se medicinskim intervencijama i nadzorom da bi se osigurali optimalni zdravi ishodi. No, maksimalno podržavanje normalnih fizioloških procesa poroda, čak i kad postoje određene komplikacije, može poboljšati najbolje ishode za majku i dijete."
Fiziološki porod nije ideal koji je potrebno ostvariti pod svaku cijenu. Na njega se može gledati kao na korake kojima proces dolaska bebe na svijet biva što jednostavnijim i podržavajućim. Čak i ako porod ne teče po planu, osiguravanje nekoliko njegovih pretpostavki učinit će proces poroda jednostavnijim za ženu i dijete.

## Porođajna doba
Porod se odvija u četiri porođajna doba ili faze. U prvoj fazi vrat maternice se omekša i otvara, u drugoj žena tiska i rađa dijete, treća traje od poroda djeteta do poroda posteljice, a četvrta dva do tri sata nakon poroda djeteta. Osim toga, možemo prepoznati i nulto porođajno razdoblje, odnosno čekanje.

### Nulto porođajno doba (čekanje)
Nulta faza porođaja odnosi se na vrijeme kad je žena u terminu (između 37. i 42. tjedna) i čeka da se nešto dogodi što će označiti početak porođaja. Žene primjećuju procese u tijelu i često se znaju zapitati "Je li to to?", a okolina se češće javlja također ispitujući je li porod krenuo. No, žene više imaju tendenciju povući se od ostalih, provesti vrijeme u miru i okružene najbližim osobama uz koje se osjećaju sigurnima, što je znak da se pokreće koktel hormona koji se luče u tijelu rodilje tijekom porođaja.
U ovom periodu tijelo se priprema za porođaj - vrat maternice postaje mekši, pokreće se naprijed umjesto prema leđima, postaje tanji i kraći, a ponekad se i počinje otvarati.

### Prvo porođajno doba (otvaranje vrata maternice i postavljanje djeteta u optimalan položaj)
Prva faza poroda najduža je faza, pogotovo za žene koje rađaju prvi put. Vrat maternice postaje tanji i kraći te se polako otvara. Kako se vrat maternice otvara, tako dijete polako prolazi kroz porođajni kanal rotirajući se sve do izgona. 
Ovo porođajno doba toliko je dugo da se može podijeliti na tri faze:

#### Prva ili latentna faza
Prva ili latentna faza počinje porođajnim trudovima koji se mogu osjetiti, ali nisu dovoljno snažni da bi žena bila sigurna da porod zaista počinje. Oni se mogu manifestirati kao menstrualni bolovi ili povremeni bolovi u leđima. Trudovi traju otprilike 30 sekundi i između njih prolazi dosta vremena (15 minuta ili više). Ova faza može trajati od nekoliko sati do nekoliko dana ili čak tjedana.
U ovoj fazi važno je odmarati i što je više moguće nastaviti s uobičajenim aktivnostima. 

#### Druga ili aktivna faza
Druga, aktivna faza prvog porođajnog doba počinje kad porođajni trudovi postanu snažniji, duži i učestaliji. U ovoj fazi potrebna je koncentracija za vrijeme porođajog truda i moguće je da će se žena trebati koristiti metodama za olakšavanje boli i opuštanje. 
U ovoj je fazi važno da rodilja ostane u pokretu, ne leži, pije puno tekućine i utopli se. U ovoj se fazi vrat maternice otvara brže nego u prethodnoj fazi.
Treća faza ili tranzicija
Treća faza prvog porođajnog doba, odnosno tranzicija, jedna je od najintenzivnijih faza poroda. U tranziciji je vrat maternice u potpunosti otvoren i tijelo se sprema istiskati dijete. 
U ovoj su fazi mogući različiti simptomi i oni se mogu često izmjenjivati - vrućina i znojenje, hladnoća i treskavica, mučnina, nagon na veliku nuždu (zbog pritiska djeteta na crijeva) i brojni drugi.
Ova faza za ženu je zahtjevna i fizički i psihički, tako da se ona može osjećati kao da više ne može, kao da je nesposobna i da želi da sve odmah završi. Sve je to normalan dio tranzicije.

### Drugo porođajno doba (doba izgona)
U drugom porođajnom dobu tijelo žene radi tako da dijete izlazi iz zdjelice, kroz porođajni kanal i van. Kad djetetova glava krene prema izlazu iz zdjelice često se kreće tako da dijete gleda prema leđima majke. 
Drugo porođajno doba može biti kratko ili dugo - od nekoliko minuta do ukupno dva ili tri sata. Kraće je kod žena koje su već rađale, a duže u slučaju korištenja neke vrste sedativa za ublažavanje bolova. 
Neki od znakova da je počelo drugo porođajno doba su povećana sukrvica i sluz, velika nužda i nagon za tiskanje u porodnom valu.
Drugo porođajno doba možemo podijeliti u četiri faze: odmaranje, pomaganje djetetu da izađe, vatreni prsten i porod glavice i tijela.

#### Prva faza: Odmaranje
U periodu između faze otvaranja i faze tiskanja valovi znaju stati na par minuta, kad se žena može odmoriti i skupiti snagu za sljedeću fazu. To traje kratko, od 5 do 30 minuta, a neke žene uspiju u toj fazi čak i malo odspavati.

#### Druga faza: Pomaganje djetetu da izađe
Ova vrlo aktivna porođajna faza počinje kad žena osjeti snažan nagon za tiskanjem, nagon koji ne može zaustaviti. Tiskanje pomaže djetetu da putuje kroz otvoreno ušće maternice u rodnicu i van. Više je vremena između valova, ali oni postaju snažniji
Uspravni položaji u ovoj fazi mogu ženi pomoći da se lakše nosi s valovima i da se skrati trajanje ovog porođajnog doba. Promjene položaja također mogu pomoći djetetu da zauzme optimalan položaj za lakši porod.
U ovoj fazi važno se prepustiti porodnom valu, čak i ako postoji strah da će biti previše. Kad se osjeti nagon za tiskanjem, najbolje što žena može učiniti za sebe i dijete jest prepustiti mu se i svu svoju energiju usmjeriti prema dolje.

#### Treća faza: Vatreni prsten
Vatreni prsten odnosi se na osjećaj pečenja kože međice u trenutcima kad se ona širi zbog prolaska djeteta. Ako se dijete rađa vrlo brzo, primalja može zatražiti da žena uspori i da više vremena tkivu da se raširi. Također može predložiti laganije tiskanje ili nježno puhanje i dahtanje u porodnom valu, što umanjuje mogućnost pucanja međice.

#### Četvrta faza: Porod glavice i tijela
Najčešće zatiljak vodi porođaj, zatim se rodi djetetovo čelo pa nos, usta i brada. Kako se rađa, dijete se okreće i na taj način omogućava ramenima i tijelu da izađu van.
Jedno od troje djece rodi se s pupčanom vrpcom oko vrata, no sve je u redu sve dok vrpca nije snažno omotana i dok krv može proći do djeteta. Ako je pupčana vrpca zamotana oko djetetova vrata, nakon poroda glave primalja ili liječnica vrpcu će odmotati. Dijete ne diše dok se ne rodi, a čak i onda dobiva dio kisika krvlju koja i dalje putuje od posteljice pupčanom vrpcom do njega.

### Treće porođajno doba (doba poroda posteljice)
Nakon poroda djeteta, količina oksitocina u krvotoku ostaje visoka, maternica nastavlja stiskati i posteljica se odvoji od stijenke maternice. Porodni valovi se nastavljaju i pomažu posteljici da se rodi.
Rađanje posteljice je puno lakše od rađanja djeteta jer je ona lakša i manja. Neke žene porod posteljice opisuju kao lijep osjećaj olakšanja, a neke ga uopće niti ne osjete. 
Treće porođajno doba može trajati od 10 do 60 minuta, no u mnogim je bolnicama rutinska praksa takva da žena dobije injekciju umjetnog oksitocina odmah nakon poroda djeteta što ubrzava porod posteljice.

### Četvrto porođajno doba
Četvrto porođajno doba traje od poroda posteljice do kad stanje majke i djeteta postanu stabilnima (otprilike sat ili dva nakon poroda). Majka i dijete međusobno se reguliraju, odnosno pomažu si prilagoditi se na velike promjene - majka više nije trudna, a dijete je prvi put u vanjskome svijetu. 
Ovo vrijeme trebalo bi biti privatno i bez nepotrebnih prekida, s djetetom u neprekidnom kontaktu koža na kožu s tobom tako da se usklade hormoni, disanje i temperature djeteta i majke. Čak i hormoni partnera mijenjaju se ako je uz majku i bebu za vrijeme zlatnog sata.
Nakon poroda posteljice, maternica se počinje smanjivati – nakon nekoliko dana postigne veličinu veće kruške i šest tjedana nakon poroda je veličine koja je bila prije trudnoće. 
Primalja ili liječnik/liječnica nastavit će s pregledima te zašiti međicu ako je došlo do pucanja. Ovaj postupak treba se raditi uz anesteziju, kojoj se treba dati dovoljno vremena da počne djelovati prije šivanja.

### Položaj rodilje
Razlikujemo položaj na leđima i na boku. Položaj na leđima je prirodniji za rodilju, ali može dovesti do hipotenzije (pad arterijskog tlaka ispod normalne vrijednosti krvnog tlaka) i slabijeg dotoka krvi fetusu (pritisak na donju šuplju venu), te je utvrđeno je da jedan dio rodilja u tom položaju ima slabije trudove. Položaj na boku pojačava trudove i bolji je za mehanizam rađanja, jer pomaže kretnje glave ploda. Rodilja mora ležati na onom boku kojem je okrenut dio ploda koji treba voditi u porodu (npr. stražnja fontanela).

## Treće porodno doba (placentarno porodno doba)
Treće porodno doba je doba koje u fiziološkim uvjetima traje od 30 min do 1h, a počinje trenutkom rađanja djeteta te završava porađanjem posteljice. Posteljica se može početi ljuštiti od svojeg središnjeg dijela ili od donjeg ruba. Puno se češće ljušti od središnjeg dijela. Tako rodilja gubi puno manje krvi jer se stvara hematom, te uz koagulaciju i retrakciju muskulature uterusa dolazi do prestanka krvarenja, dok kod odlupljenja donjim rubom rodilja krvari cijelo treće porodno doba i gubi puno krvi.
Gubitak krvi u trećem porodnom dobu je do 500 ml. Da bi se smanjio gubitak krvi daju se uterotonici jer se primijetilo da se takve žene bolje i brže oporavljaju, bolje doje svoju djecu, otpornije su na infekcije.

## Porod carskim rezom
Sve veći broj djece rađa se carskim rezom i usprkos tome što najčešće čujemo da je razlog tome što su žene starije, deblje, bolesnije ili pak žele carski rez – broj carskih rezova vrtoglavo se povećava jer liječnici, primalje i bolnice nepotrebno koriste intervencije u porodu koje remete orkestar hormona i onda vode do carskog reza. Carski rezovi imaju ozbiljne i dugotrajne posljedice na reproduktivno zdravlje žene (što uključuje buduće trudnoće) te dugoročno i kratkoročno na zdravlje djeteta. Potrebno je da žena ima dovoljne informacije kako bi mogla odlučiti je li carski rez zaista potreban. 
Ono što se događa na carskom rezu ovisi o tome je li operacija planirana (elektivan carski rez) ili neplanirana (hitan carski rez).

### Tijek operacije
Carski rezovi sve se češće rade pod lokalnom anestezijom, tako da je žena budna za vrijeme operacije i vidi porod djeteta, ali ne osjeća nikakvu bol - jedino što osjeća je tupi dodir na tijelu i u području gdje se izvodi operacija.
Za vrijeme operacije žena leži na kirurškom stolu, a sterilna tkanina postavljena je ispred njezine glave. U donjem dijelu trbuha radi se rez dug 10 do 15 cm koji prolazi kroz sve dijelove kože, masnog tkiva i mišića te maternicu. Rez je najčešće malo iznad bikini područja i dijete i posteljica rađaju se kroz njega.
Dijete pregleda primalja ili medicinska sestra, a u većini rodilišta i neonatologinja. Prvi podoj trebao bi se moći obaviti u operacijskoj sali ili pak odmah nakon operacije u sobi za oporavak. 
Sveukupno, carski rez bez komplikacija traje 30 – 50 minuta od početka do kraja.

### Nakon operacije
Nakon operacije žena se seli u sobu za oporavak gdje joj medicinsko osoblje redovito prati vitalne znakove (puls, tlak, kisik u krvi). Najčešće boravi ondje sve dok anestezije ne prestane djelovati. Žena bi cijelo vrijeme trebala imati dijete uz sebe, moći dojiti nakon operacije, kao i imati zlatni sat s djetetom.

## Peuperij (babinje)
Peuperij, odnosno babinje, najčešće se odnosi na četrdeset dana (otprilike šest tjedana) nakon poroda. U različitim kulturama, a i između različitih ljudi u istoj kulturi, postoje različita razmišljanja o njegovom trajanju, no ono se svakako odnosi na razdoblje od iznimne važnosti za zdravlje i cjelokupnu dobrobit majke, bebe i obitelji. 
Za vrijeme trudnoće, planiranje je najčešće fokusirano na sam porod, dok planiranje babinja još uvijek često biva zapostavljeno. Bitno je unaprijed planirati babinje i što će ženi, bebi i cijeloj obitelji biti u njemu potrebno, jer je ono lijep, ali i intenzivan period u kojem se roditelji upoznaju sa svojom bebom i njezinim potrebama. Također, za majku traje fizički i emocionalni oporavak od poroda te je stoga podrška od iznimne važnosti. 
U tijelu majke za vrijeme babinja odvijaju se brojne promjene. Nastavlja se pojačano lučenje prolaktina (koji inhibira gonadotropnu sekreciju hipofize s posljedičnim izostankom lučenja gonadalnih steroida ovarija, estradiola i progesterona)- posljedica ovog hormonskog stanja je lučenje i izlučivanje mlijeka, podražavano sisanjem djeteta te atrofija genitalnih organa: maternice, rodnice, a djelomice i vulve. Genitalni organi se smanjuju na normalnu veličinu, čak štoviše maternica i rodnica, ako se laktacija održava, poprimaju veličinu i oblik onih u postmenopauzi.
U babinju je žena amenoreična (pri postojećoj laktaciji amenoreja se produljuje mjesecima).
Kako bi se babinje učinilo lakšim, poželjno je i za vrijeme trudnoće promisliti o nekim stvarima:
- dogovor sa zdravstvenim djelatnicama/djelatnicima koji će pružati skrb 
- podrška za mentalno zdravlje (prijateljice/prijatelji, obitelj, terapeuti...)
- podrška za prehranu djeteta (kako će se hraniti dijete, tko može pomoći u dojenju, kontakti savjetnica za dojenje)
- podrška u svakodnevnim zadacima (tko može pomoći u kuhanju, pospremanju, odlasku u kupovinu...)
- neophodne stvari za dijete u prvim tjednima (ranija nabava pelena, odjeće, kozmetike)
- podrška za stariju djecu (tko će skrbiti za stariju djecu u vrijeme poroda, pomoći u brizi za njihove potrebe i odvođenje u vrtić školu ili na izvanškolske aktivnosti)

## Percepcija porođaja u filmovima i serijama
Percepcija porođaja u današnjem je svijetu najčešće daleko od realne, prvenstveno zbog načina na koji se on prikazuje u filmovima i serijama. Porod najčešće ne kreće s izljevom velike količine plodove vode iz puknutog vodenjaka, nije praćen vriskovima, period od prvog truda do izgona ne mjeri se u minutama, već u satima i prvi nagon rodilje nije da legne na leđa. Ove percepcije kojima smo izloženi od ranog djetinjstva, teško je mijenjati, ali je jako važno kreirati realniju sliku poroda. U konačnici, jedan od glavnih hormona poroda je okscitocin, hormon ljubavi koji se prirodno luči kad se osjećamo sigurno i ugodno.
Kako bi izmijenile svoju predodžbu poroda, za žene je potrebno da nauče više o svojim tijelima, ali i o opcijama koje im se nude kako bi, uz podršku zdravstvenih djelatnica i djelatnika, bile u mogućnosti donijeti informirane izbore najbolje za sebe i svoje dijete.

## Vanjske poveznice
- (hrv.) Načini rađanja
- (hrv.) Disanje tijekom porođaja
- (hrv.) Tjedan porođaja  Arhivirana inačica izvorne stranice od 26. veljače 2020. (Wayback Machine)

|  | Molimo pročitajte upozorenje o korištenju medicinskih informacija. Ne provodite liječenje bez savjetovanja s liječnikom! |